# Anthostomellina
Anthostomellina — рід грибів. Назва вперше опублікована 1928 року.

## Класифікація
До роду Anthostomellina відносять 2 види:
- Anthostomellina carpinea
- Anthostomellina kantschavelii